# 에스라 에르도안
에스라 알바이라크(Esra Albayrak , 혼전 성 에르도안; 1983년 10월 14일 출생)은 튀르키예의 사회학자이다. 그녀는 튀르키예의 제12대 대통령인 레제프 타이이프 에르도안의 딸이자 튀르키예 전 재무부 장관인 베라트 알바이락의 아내이다.

## 가족
그녀의 아버지는 레제프 타이이프 에르도안이고 어머니는 에미네 에르도안이다. 그녀에게는 아흐메트 부라크, 네즈메틴 빌랄 그리고 쉬메예라는 세 명의 형제가 있다. 2004년 7월 11일, 그녀는 사디크 알바이락의 아들 베라트 알바이락과 뤼트피 크르다르 컨벤션 및 전시 센터에서 결혼했다. 결혼식에는 루마니아 총리 아드리안 너스타세, 그리스 총리 코스타스 카라만리스, 요르단 국왕 압둘라 2세, 파키스탄 대통령 페르베즈 무샤라프, 외무부 장관 압둘라 귈 및 대국민의회 의장 뷜렌트 아른츠가 하객으로 참석했다. 그들은 네 명의 자녀를 두었다. 아흐메트 아키프(2006년 출생), 에미네 마히누르(2009년 출생), 사디크(2015년 출생) 및 함자 살리흐(2020년 출생).

## 교육
그녀는 카디쾨이 이맘 하팁 고등학교에서 고등학교를 졸업하고 2003년 인디애나 대학교 블루밍턴 예술 과학 대학에서 사회학과 역사 분야에서 학부 과정을 마쳤다. 그녀는 캘리포니아 대학교 버클리에서 석사 학위를 받았다. 2016년, 그녀는 같은 대학에서 사회학 박사 학위를 취득했다. 함께 공부했던 친구 중 한 명은 그녀를 "강한 성격; 삶, 신앙, 정치, 가족에 대한 엄격한 신념"을 가진 사람으로 묘사했다.

## 사회 활동
그녀는 미국 뉴욕의 TURKEN 재단과 TÜRGEV(튀르키예 청년 교육 서비스 재단), 그리고 그녀의 아버지 레제프 타이이프 에르도안의 주도로 설립된 녹색 초승달의 이사회 구성원이다. 그녀는 위므라니예 시가 장애인을 위해 시작한 '우리는 자원봉사자, 우리는 가르친다' 캠페인에 참여하여 장애인 소녀들에게 알파벳을 가르쳤다.